# Boogaloo Joe Jones
Ivan Joseph Jones (Birmingham, 1 november 1940) is een Amerikaanse jazzgitarist.

## Biografie
Jones werkte vanaf de tweede helft van de jaren 1960 mee bij souljazz-sessies van Prestige Records met onder andere Richard Holmes, Wild Bill Davis, Houston Person en ten laatste Willis Jackson eind jaren 1970, met wie hij optrad in Nederland. In 1970 nam hij deel aan een sessie met Lee Morgan, Hubert Laws en Harold Mabern. Onder zijn eigen naam ontstonden vanaf 1967 een reeks opnamen voor Prestige Records, waaraan ook Ron Carter, Ben Dixon, Bernard Purdie, Rusty Bryant, Sonny Phillips en Charles Earland meewerkten. De sessies werden toentertijd in de reeks Legends of Acid Jazz opnieuw uitgebracht. Op het gebied van de jazz was Jones tussen 1966 en 1978 betrokken bij 17 opnamesessies.

## Discografie
- 1967: Introducing the Psychedelic Soul Jazz Guitar of Joe Jones
- 1968: More of the Psychedelic Soul Jazz Guitar of Joe Jones – My Fire!
- 1969: Right On Brother
- 1970: Boogaloo Joe
- 1970: Notory!
- 1971: What It Is
- 1973: Snake Rhythm Rock
- 1973: Black Whip
- 1975: Sweet Back